# José Maria Mendes Amaral
José Maria Mendes Amaral OC (Abrunhosa-a-Velha, Mangualde, 15 de Agosto de 1915 - Faro, Algarve, 9 de Dezembro de 1975) foi um professor e autarca português.

## Biografia

### Nascimento e formação
José Maria Mendes Amaral nasceu na vila de Abrunhosa-a-Velha, parte do concelho de Mangualde, em 15 de Agosto de 1915.
Cumpriu os estudos primários ainda em Abrunhosa-a-Velha, e depois fez o curso do Magistério Primário no Instituto Normal de Coimbra.

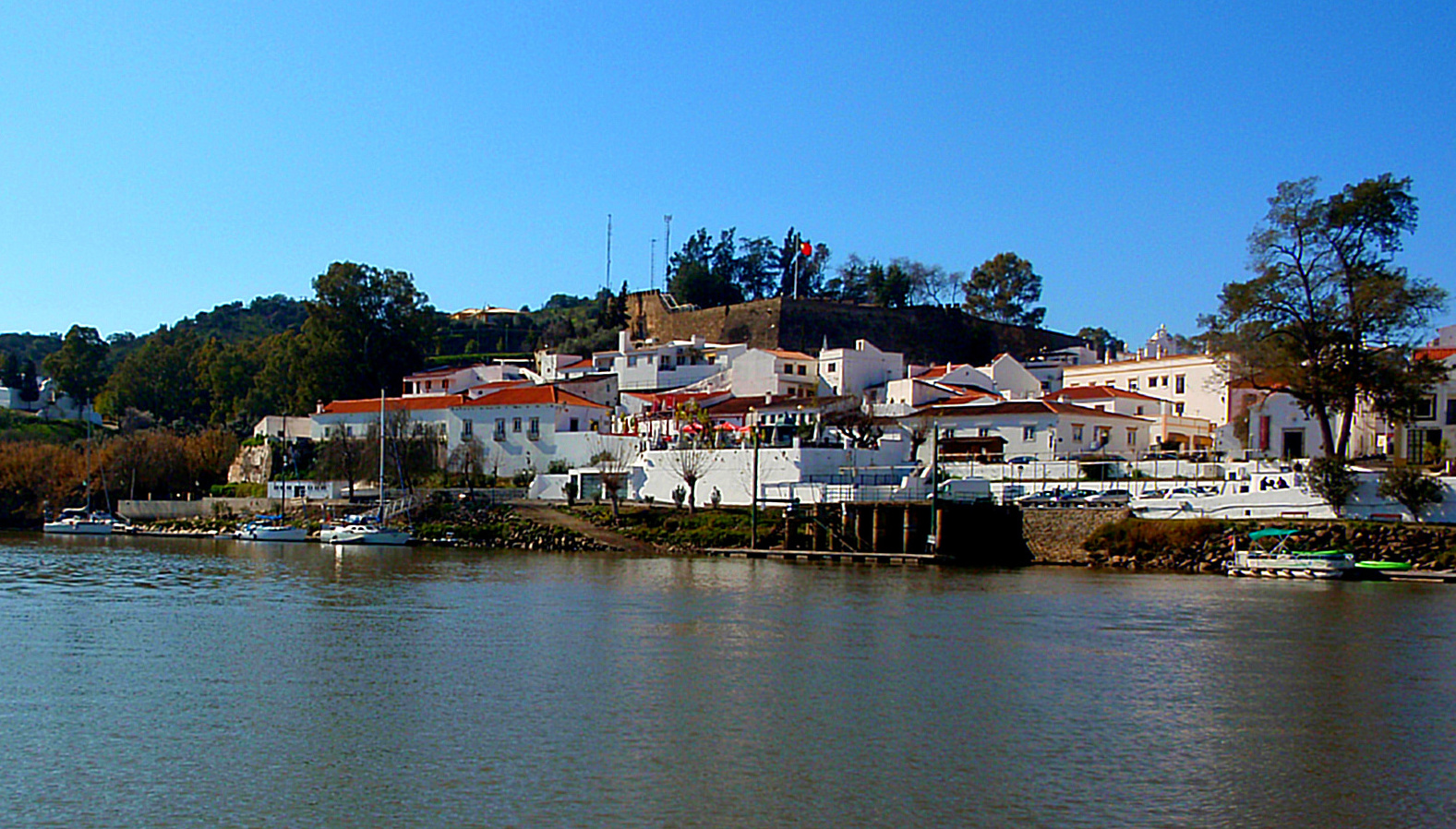
Vila de Alcoutim.

### Carreira profissional e política
José Maria Mendes Amaral principiou a sua carreira como docente em Mangualde, tendo sido transferido para Alcoutim no ano seguinte, para o período lectivo de 1940 a 1941. Algum tempo depois foi novamente transferido, para Vila Nova de Gaia. Voltou a Alcoutim, onde ensinou durante cerca de dezoito anos, tendo sido delegado daquele concelho junto do director do Distrito Escolar de Faro, entre 1943 e 1960. Também foi presidente da Câmara Municipal de Alcoutim em 1941, e de 1945 a 1959. Em 1960, passou a cumprir a função de adjunto do director do Distrito Escolar da Guarda. Depois foi director do Distrito Escolar de Beja durante cinco anos, e em seguida exerceu a mesma posição em Faro, até ao seu falecimento.

### Falecimento e família
José Maria Mendes Amaral faleceu em 9 de Dezembro de 1975, na cidade de Faro. Casou em Alcoutim com Maria Augusta Caimoto, com quem teve três filhos.

## Homenagens
José Maria Mendes Amaral foi homenageado com o grau de Oficial na Ordem Militar de Avis em 16 de Outubro de 1959. O seu nome foi colocado numa avenida em Alcoutim, em 9 de Setembro de 2011.